# Tucker Chandler
Tucker Chandler, född 14 maj 2007, är en amerikansk röstskådespelare.
Chandler har bland annat medverkat i TV-serierna Sakari, Madagaskar: A Little Wild och Gabbys dockskåp.

## Filmografi (i urval)
- 2020–2022 – Madagascar: A Little Wild (TV-serie)
- 2020–2023 – Sakari (TV-serie)
- 2021–2023 – Gabbys dockskåp (TV-serie)